# Sielsowiet Obrub
Sielsowiet Obrub (biał. Абрубскі сельсавет, ros. Обрубский сельсовет) – sielsowiet na Białorusi, w obwodzie witebskim, w rejonie głębockim, z siedzibą w Obrubie. Od północnego zachodu sąsiaduję z Głębokim.
Według spisu z 2009 sielsowiet Obrub zamieszkiwało 1382 osób w tym 1317 Białorusinów (95,30%), 38 Rosjan (2,75%), 17 Polaków (1,23%), 8 Ukraińców (0,58%) i 2 osoby innych narodowości.

## Miejscowości
- agromiasteczko:
  - Obrub
- wsie:
  - Barany
  - Bociłowszczyzna
  - Choroszki
  - Czeczele
  - Kowale
  - Łastowice
  - Ławrynówka
  - Maciasy
  - Podhaje
  - Prypierno
  - Soroki
  - Szuniewicze
  - Szypy
- chutory:
  - Dziechciary
  - Kowalewszczyzna
  - Subotowo